# Kriegerdenkmal Mellin

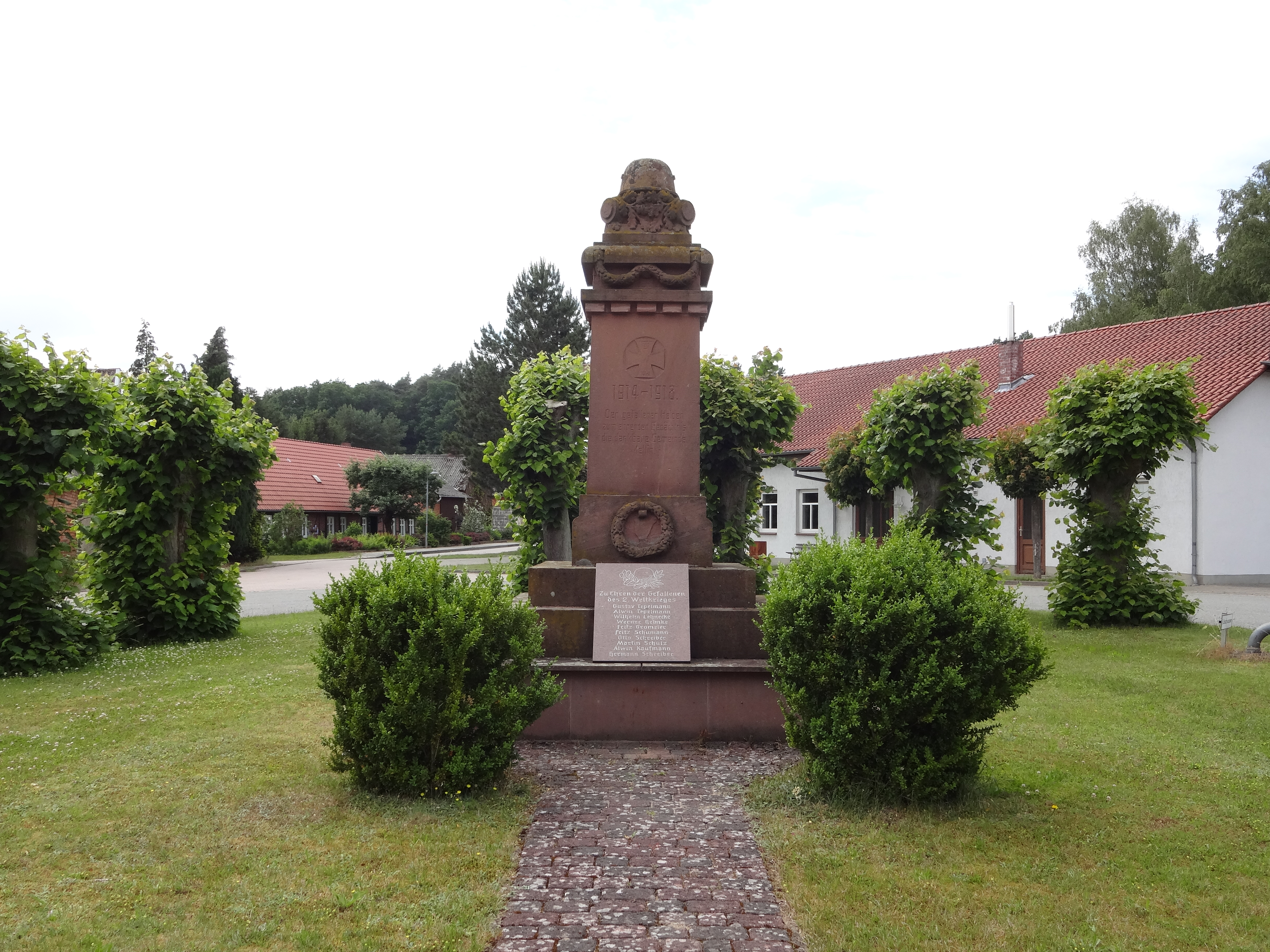
Kriegerdenkmal in Mellin

Das Kriegerdenkmal Mellin ist ein denkmalgeschütztes Kriegerdenkmal im Ortsteil Mellin der Gemeinde Beetzendorf in Sachsen-Anhalt. Im örtlichen Denkmalverzeichnis ist das Kriegerdenkmal unter der Erfassungsnummer 094 90313 als Baudenkmal verzeichnet.

## Allgemeines
Das Kriegerdenkmal Mellin befindet sich auf einer Freifläche an der Kreuzung der Straßen Am Denkmal und Im Dorfe, östlich des Feuerwehrhauses der Freiwilligen Feuerwehr des Ortes. Es handelt sich dabei um eine Stele auf einem mehrstufigen Sockel, die ursprünglich für die gefallenen Soldaten des Ersten Weltkriegs errichtet und später mit einer Gedenktafel für die Gefallenen des Zweiten Weltkriegs erweitert wurde. Die Stele ist mit einem Eisernen Kreuz und Eichenlaub verziert und wird von einem Stahlhelm gekrönt.
Im Kreisarchiv des Altmarkkreises Salzwedel ist die Ehrenliste der Gefallenen des Ersten Weltkriegs erhalten geblieben.

## Inschrift
Erster Weltkrieg
Zweiter Weltkrieg